# Bromborough
Bromborough är en liten stad på halvön Wirral i distriktet Wirral, i Merseyside i England, Storbritannien. Bromborough var en civil parish fram till 1922 när blev den en del av Bebington cum Bromborough. Civil parish hade 2 652 invånare år 1921.
Ur historisk synpunkt är Bromborough ett viktigt ställe. Här ägde rum år 937 ett avgörande slag mellan de danska/angelsaksiska (under kung Aethelstan) och den norska/irländska/skotska hären. Orten hette då Brunanburh.